# Muscaphis mexicana
Muscaphis mexicana är en insektsart. Muscaphis mexicana ingår i släktet Muscaphis och familjen långrörsbladlöss. Inga underarter finns listade i Catalogue of Life.